# Kanin (berg)
Kanin (Resia-slovenska: Ćanen; friuliska: Mont Cjanine; italienska: Monte Canin) är platåliknande stort massiv i västra Juliska alperna. Det står på gränsen mellan Slovenien och Italien. Till de viktiga topparna hör Visoki Kanin (2587 m), Prestreljenik (2499 m), Laška Planja (2448 m), Lopa (2406 m), Velika Černelska Špica (2332 m), Rombon (2208 m), Velika Baba (2148 m) och Jerebica (2126 m). I norr faller massivet ned mot Predil-sjön i Val Rio del Lago (slovenska: Jezerska Dolina; friluiska: Val di Lât); i väst ned i Val Raccolana (slovenska: Reklanska Dolina; friuliska: Cjanâl di Racolane) och Val Resia (Resia-slovenska: Rosajanska Dolina; slovenska: Rezijanska Dolina; friuliska: Cjanâl di Resie), i öster ned i Bovec-bäcknet, samt avgränsas i söder av floden Učja (friuliska: Ucee; italienska: Uccea) i dess canyon.
Kanin-massivet är en nappe byggd av mer än en kilometer tjock packe Dachstein-kalk från Trias, mer än en kilometer tjock packe dolomit från Trias och kalksten från Lias, lagd ovanpå flyschen från Krita i Bovec-bäcknet . Berget har intressant geomorfologi, skapad av istidens glaciärer och karstprocesser. Här finns skolboksexempel på karstformationer, såsom grottsystem, smältande klippor och sönderfårade kalkstensplan (motsvarande engelskans ”limestone pavements”). Fler än 800 grottor har hittats i Kanin-massivet , varav flera världsrekoddjupa. Grottan Vertigo (”Vrtiglavica” på slovenska) har i nuläget världens djupaste uppmätta lodräta grottschakt (603 m) och ett ca. 440 m högt underjordiskt vattenfall i schaktet . Mala Boka (i nuläget 1319 m djup) är en av världens djupaste grottor med topp- och dalingång (i skrivande stund andra djupaste ) . Grottan Čehi 2 (även kallad ”la Vendetta”) (i nuläget 1533 m djup) hör till världens 10 djupaste grottsystem . Det finns flera kartskällor runt berget, däribland vattenfallet Boka som får sitt vatten via schaktgrottor i berget.
De välutvecklade karstformationerna gynnas av den exceptionella nederbörden i området. Vissa år har en årsnederbörd på över 6100 mm uppmätts vid Učja (661 m ö.h.) . Hur stor nederbörden är under de högsta topparna i massivet vet man inte.
Slovenska och det rätoromanska friuliska är autoktona språk runt berget och, framförallt, dalarna väster om berget var tvåspråkiga. I Val Resia talas den mycket arkaiska slovenska dialekten resianska. Under första världskriget gick Isonzofronten genom området och dalarna väster och norr om Kanin annekterades av Italien. Idag är regionen med italienskan trespråkig.

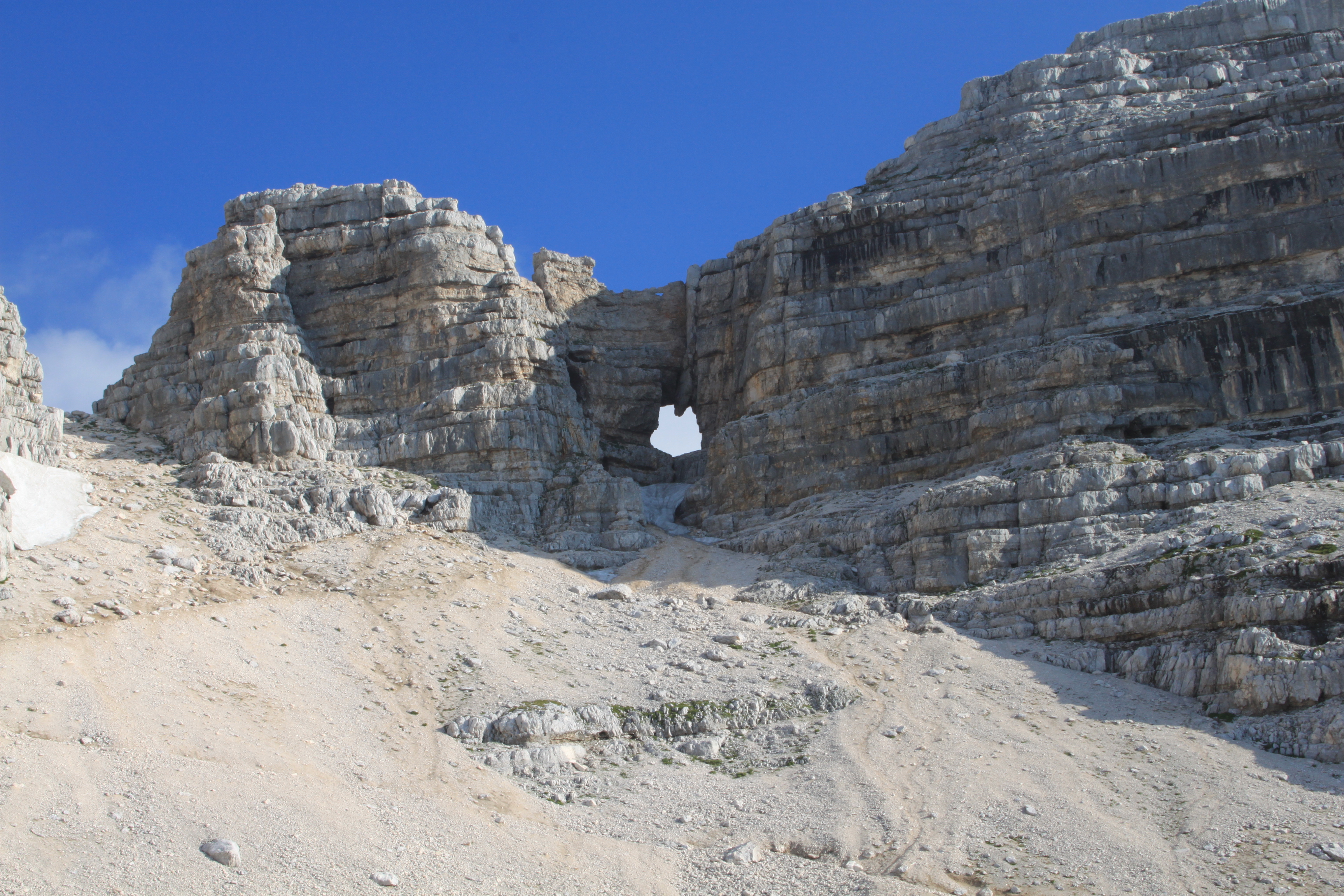
”Bergsfönster” i Prestreljeniks kam.
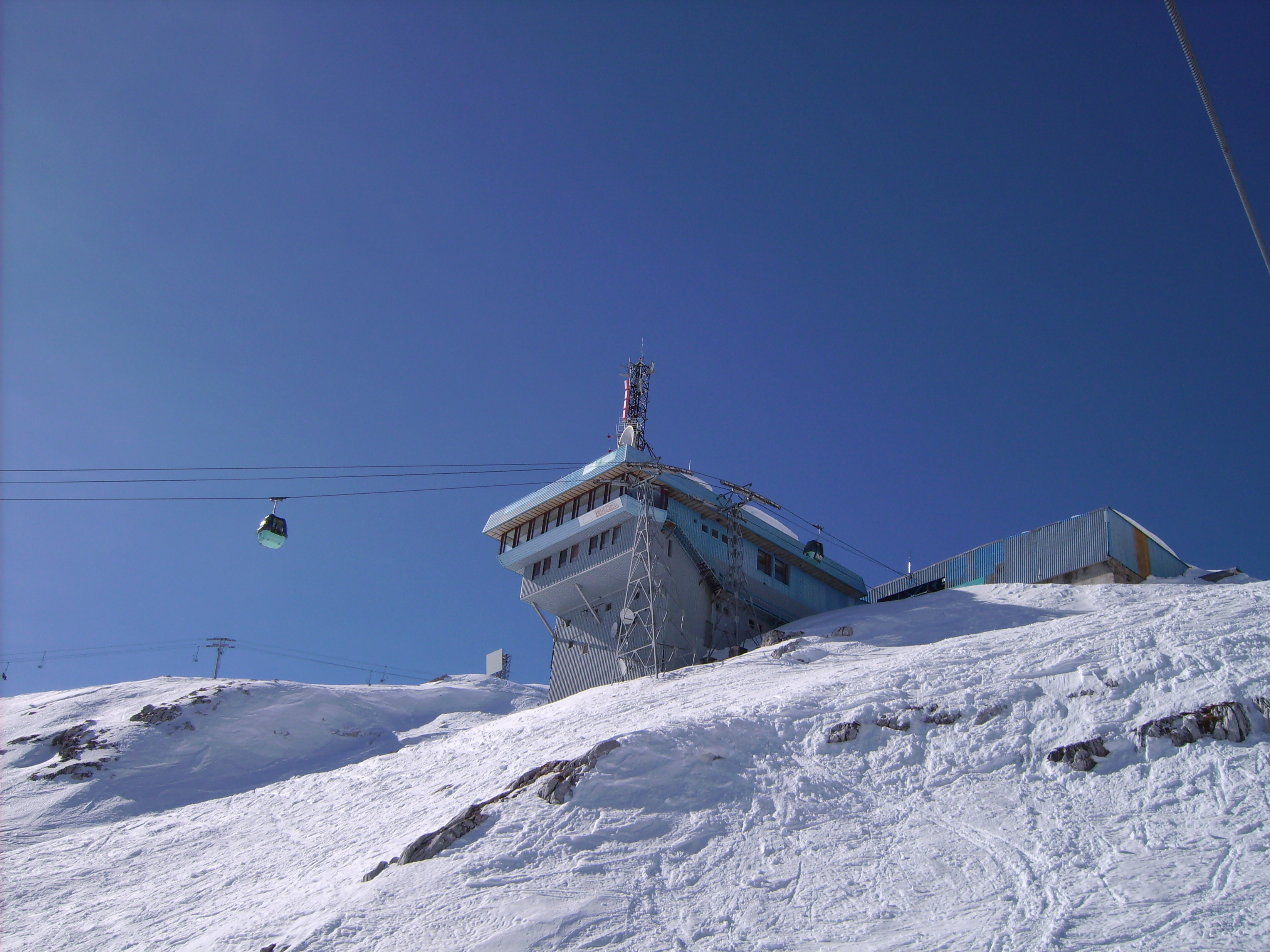
Toppstation (2292 m) på slovenska sidan av den gränsöverskridande skidanläggningen Kanin-Sella Neva.
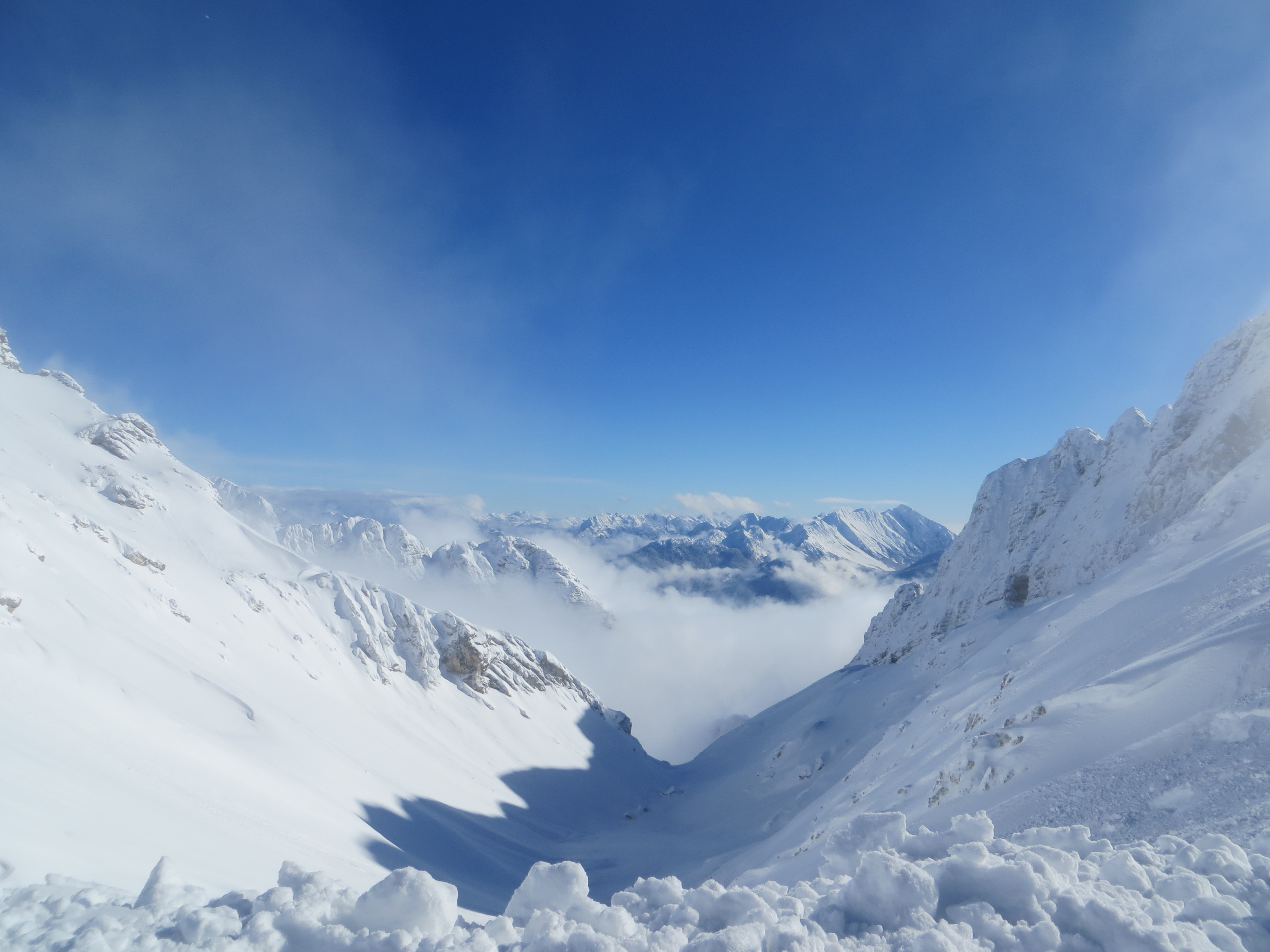
Vita vintervidder på Kanin.